# Jhon Montaño
Jhon Franky Montaño Sinisterra (n. Tumaco, Nariño, Colombia; 7 de mayo de 1997) es un futbolista colombiano, Juega como delantero y su equipo actual es el Club Deportivo Dragón de la  Primera División de El Salvador.

## Trayectoria

### América de Cali
En el año 2016, Montaño es ascendido al primer equipo del América de Cali de la Categoría Primera B de Colombia, jugando para el equipo Sub-20 del club y apareciendo para el primer equipo en la Copa Colombia en 2016 y 2017. Montaño terminó siendo campeón de la Copa Colombia 2016, con el conjunto caleño.

### Rio Grande Valley FC
En marzo de 2018, Se unió al RGV FC Toros, equipo filial del Houston Dynamo, que milita en la United Soccer League. Montaño hizo su debut profesional el 16 de marzo de 2018, jugando en el empate 1-1 ante el Saint Louis FC.

### Club deportivo Dragón
El día 12/08/2022 se hace oficial su llegada al  Club Deportivo Dragón de la  Primera División de El Salvador.
| Club                        | Temporada           | Liga  | Liga  | Copa Nacional | Copa Nacional | Copa Internacional | Copa Internacional | Total | Total |
| Club                        | Temporada           | Part. | Goles | Part.         | Goles         | Part.              | Goles              | Part. | Goles |
| --------------------------- | ------------------- | ----- | ----- | ------------- | ------------- | ------------------ | ------------------ | ----- | ----- |
| América de Cali · Colombia  | 2016                | 0     | 0     | 0             | 0             | —                  | —                  | 0     | 0     |
| América de Cali · Colombia  | 2017                | 0     | 0     | 0             | 0             | —                  | —                  | 0     | 0     |
| América de Cali · Colombia  | Total club          | 0     | 0     | 0             | 0             | 0                  | 0                  | 0     | 0     |
| RGV FC Toros Estados Unidos | 2018                | 7     | 0     | 0             | 0             | —                  | —                  | 7     | 0     |
| RGV FC Toros Estados Unidos | Total club          | 7     | 0     | 0             | 0             | 0                  | 0                  | 7     | 0     |
| Miami United Estados Unidos | 2019                | 0     | 0     | 0             | 0             | —                  | —                  | 0     | 0     |
| Miami United Estados Unidos | Total club          | 0     | 0     | 0             | 0             | 0                  | 0                  | 0     | 0     |
| Total en su carrera         | Total en su carrera | 7     | 0     | 0             | 0             | 0                  | 0                  | 7     | 0     |

## Palmarés

### Campeonatos nacionales
| Título    | Club            | País     | Año  |
| --------- | --------------- | -------- | ---- |
| Primera B | América de Cali | Colombia | 2016 |